# Saint Rémy (peer)
Pyrus communis Saint Rémy is een oud ras van stoofpeer, afkomstig uit Frankrijk.
De naam verwijst naar sint Remigius van Reims.

## Peren

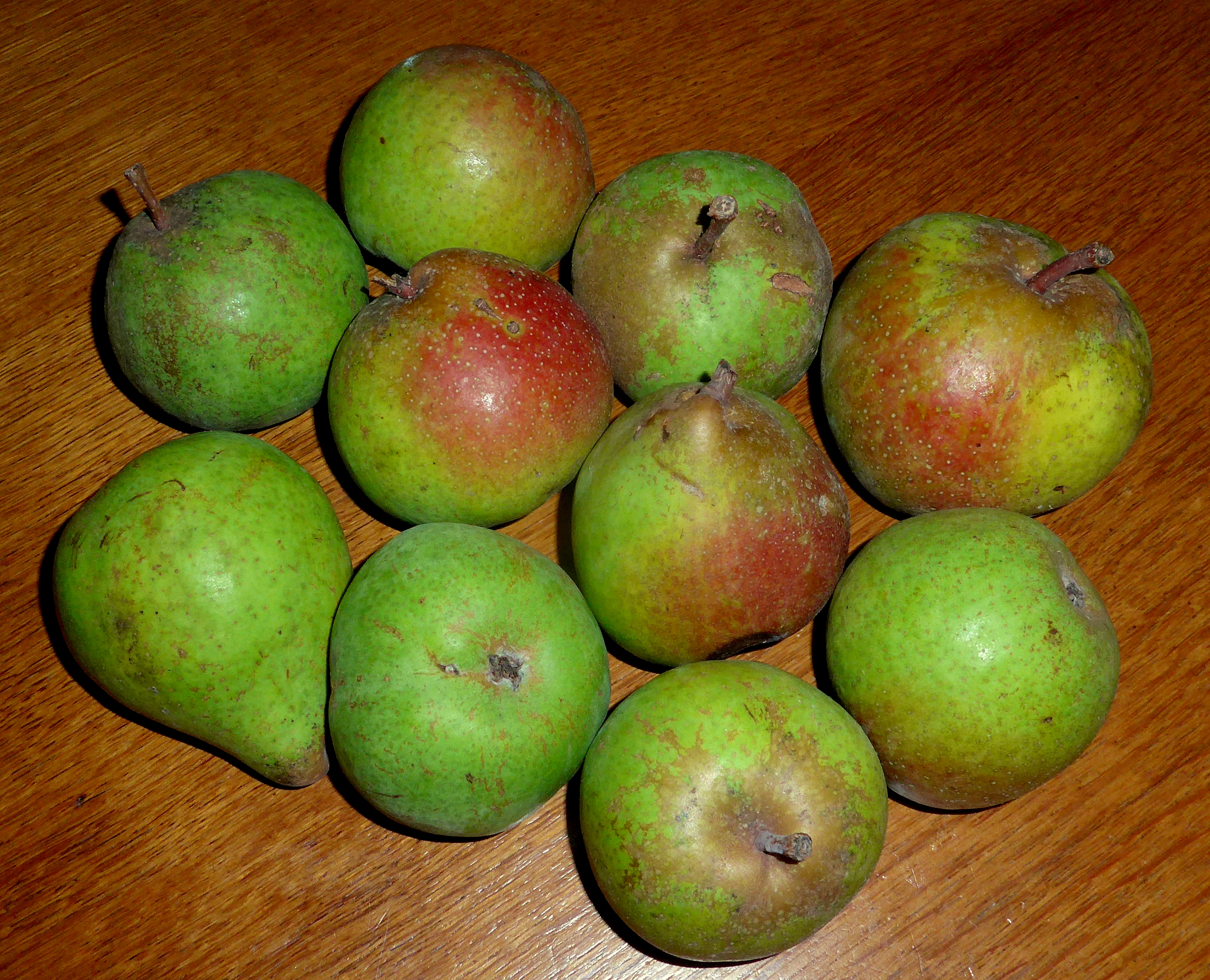
Saint remy peren

De peren zijn groen met roestvlekken en stippen en vertonen aan de zonzijde een bruinrode blos. Rijpe peren zijn geel en zijn begin oktober te oogsten. De peren lopen breed toe naar de kelk met korrelig, wit, hard vruchtvlees. Ze koken met rode kleur en zijn begeerd in restaurants bijvoorbeeld bij wild of in desserts zoals poire belle Hélène. De steel is kort, dik en ondiep ingeplant. De kelk is open met een vlakke kelkholte. De kelkblaadjes zijn vergroeid met het vruchtvlees.
Van alle peren bewaart Saint Rémy het beste: in stro tot twee jaar.

## De boom
De boom bloeit al in maart tot april met witte bloemen. De bomen groeien sterk en worden 3 tot 15 m hoog. De bladeren zijn leerachtig. De boom gedijt best op luchtige, warme grond, ook als die schraal is. De boom is vatbaar voor schurft en matig vatbaar voor bacterievuur.
De boom bevrucht zichzelf en wordt bevrucht door Comtesse de Paris, Supertrévoux, Beurré Hardy, Conference en Legipont. Het ras is triploïde.

## Planten
Planten gebeurt bij voorkeur in het voorjaar. Bij aanplant in de herfst zijn de wortels af te dekken als bescherming tegen de vorst. Kleine bomen op een onderstam van kweepeer moeten minstens twee meter van elkaar staan. Stambomen hebben 9 tot 12 m² nodig, grotere bomen 25 tot 36 m².

## Snoeien
De opbrengst kan verhogen door te snoeien om de sterke ontwikkeling van de middenas tegen te gaan. Snoeien moet in het voorjaar gebeuren, maar na de bloei.